# Slovenske Konjice község
Slovenske Konjice község község Északkelet-Szlovéniában, Savinjska statisztikai régióban. Székhelye Slovenske Konjice kisváros. Lakosainak száma 15 161 fő (2020. július 1.).

## Fekvése
A községben található az Oplotnica és a Dravinja folyók összefolyása. Észak-déli irányban az A1-es autópálya szeli ketté, és itt található a Slovenske Konjice repülőtér is, ami közigazgatásilag Loče falu mellett terül el. Slovenske Konjice község Šentjur, Vojnik, Zreče, Oplotnica és Slovenska Bistrica községekkel határos.

## A község települései
A községhez 57 település (56 falu és egy város) tartozik:
Bezina, Blato, Brdo, Breg pri Konjicah, Brezje pri Ločah, Dobrava pri Konjicah, Dobrnež, Draža vas, Gabrovlje, Gabrovnik, Kamna Gora, Klokočovnik, Koble, Kolačno, Konjiška vas, Kraberk, Ličenca, Lipoglav, Loče, Mali Breg, Mlače, Nova vas pri Konjicah, Novo Tepanje, Ostrožno pri Ločah, Penoje, Perovec, Petelinjek pri Ločah, Podob, Podpeč ob Dravinji, Polene, Preloge pri Konjicah, Prežigal, Selski Vrh, Slovenske Konjice, Sojek, Spodnja Pristava, Spodnje Grušovje, Spodnje Laže, Spodnje Preloge, Spodnji Jernej, Stare Slemene, Strtenik, Suhadol, Sveti Jernej, Škalce, Škedenj, Špitalič pri Slovenskih Konjicah, Štajerska vas, Tepanje, Tepanjski Vrh, Tolsti Vrh, Vešenik, Zbelovo, Zbelovska Gora, Zeče, Zgornja Pristava, Zgornje Laže, Žiče.

## Népesség
| Lakosok száma | 14 314 | 14 433 | 14 468 | 14 452 | 14 479 | 14 622 | 14 662 | 14 781 | 14 993 | 15 161 |
|               | 2008   | 2009   | 2011   | 2012   | 2013   | 2015   | 2016   | 2017   | 2019   | 2020   |